# 安徽工贸职业技术学院
安徽工贸职业技术学院，为安徽省淮南市的一所公办全日制普通高等职业院校。

## 校史
学院前身是1988年6月创办的淮南乡镇企业职业学校，1990年1月更名为淮南科技职业学校。1993年3月，经安徽省教委批准，成立安徽工贸学校。2001年6月，经安徽省人民政府批准，成立安徽工贸职业技术学院。

## 院系设置
学院现有六系、一院，开设12个专业群49个专业方向。
- 机械与汽车工程系
- 电气与电子工程系
- 计算机信息工程系
- 建筑与化学工程系
- 经济贸易系
- 工商管理系
- 艺术与传媒学院

## 引用文献
1. ↑  .   [2016-07-26]. （原始内容存档于2020-05-11）.
2. ↑  .   [2016-07-26]. （原始内容存档于2020-05-11）.